# 仙客来
仙客来，别名萝卜海棠、兔耳花、兔子花、一品冠、篝火花、翻瓣莲，是報春花科仙客来属多年生草本植物。仙客来是一种普遍种植的鲜花，适合种植于室内花盆，冬季则需温室种植。仙客来的某些栽培品种有浓郁的香气，而有些香气淡或无香气。
“仙客来”一词来自学名的音译，由於音译巧妙，使得花名有“仙客翩翩而至”的寓意。仙客来是山东省青州市的市花，也是1995年天津举办的第43届世界乒乓球锦标赛的吉祥物。

## 分布
仙客来原产地为希腊、叙利亚等地中海地区、非洲北部和小亚细亚，学名中的persicum意为“波斯的”，但实际上波斯并不是其原产地，实属命名人的误会。仙客来在1620年才被引入欧洲巴黎，而在英格兰则是於1731年才开始栽培，1840年代仙客来传至中国。

## 特征

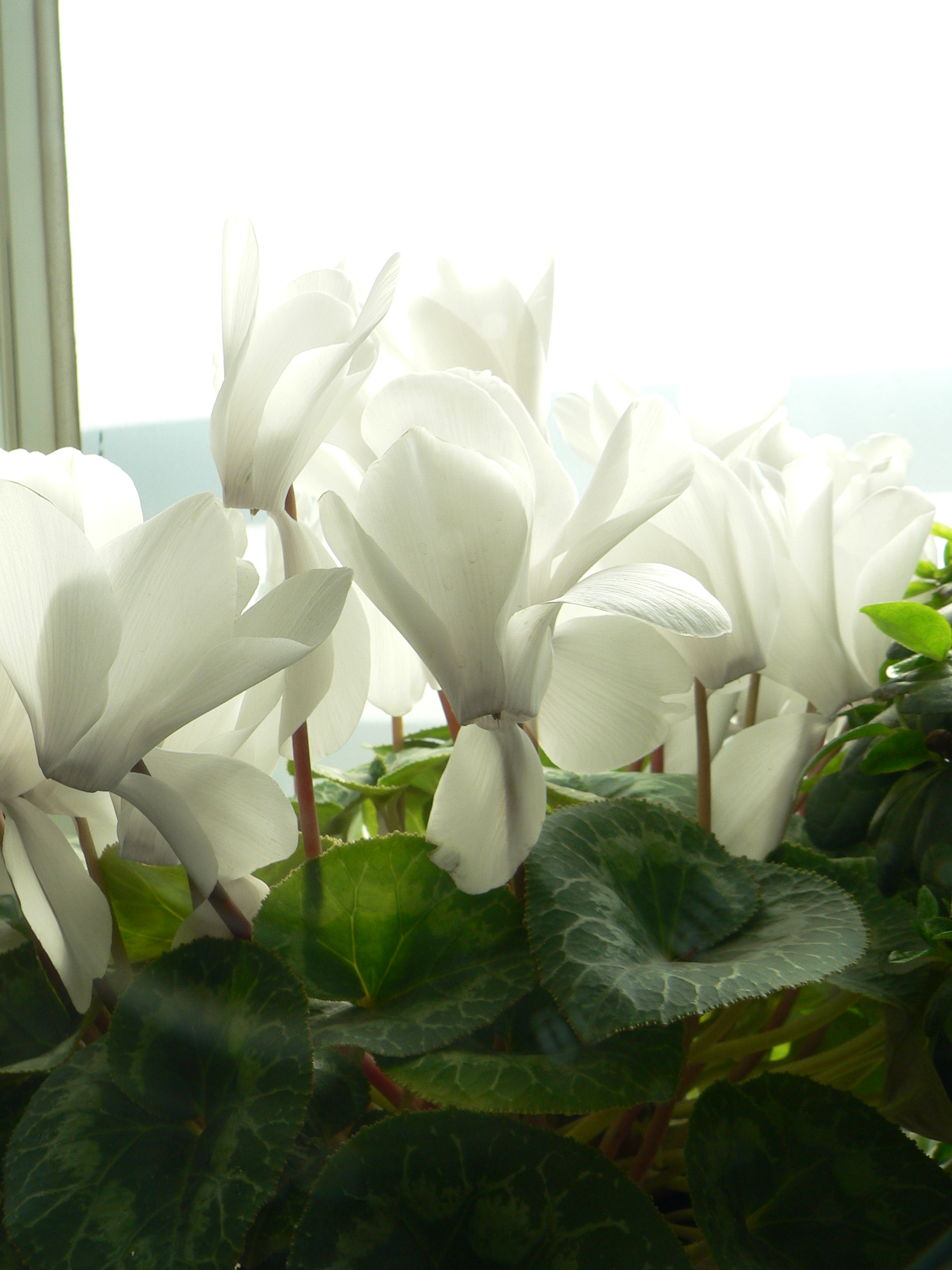
白色仙客来

仙客来是多年生草本植物，地下扁圆形肉质球茎直径为4—12厘米，在冬季末期发芽，秋季开花。花单生，有长柄，开花时花被裂片上翻，花色丰富，有紫红、红、粉、白色，花被基部常有紫红色斑点，被片边缘光滑或波状锯齿形；叶心脏形，灰绿色，上有银灰色花纹。在地中海地区炎热的夏季，叶子消失，以减少水分流失。每个叶片或花都有自己的干，从胚轴发芽。一些植物学家认为叶片上的杂色是一种天然的破坏性伪装，以免受动物损害。叶子高度为6—9厘米。果实为直径1—2厘米的球形蒴果，子房5室，包含多个直径约2毫米的黏性褐色种子。

## 栽培

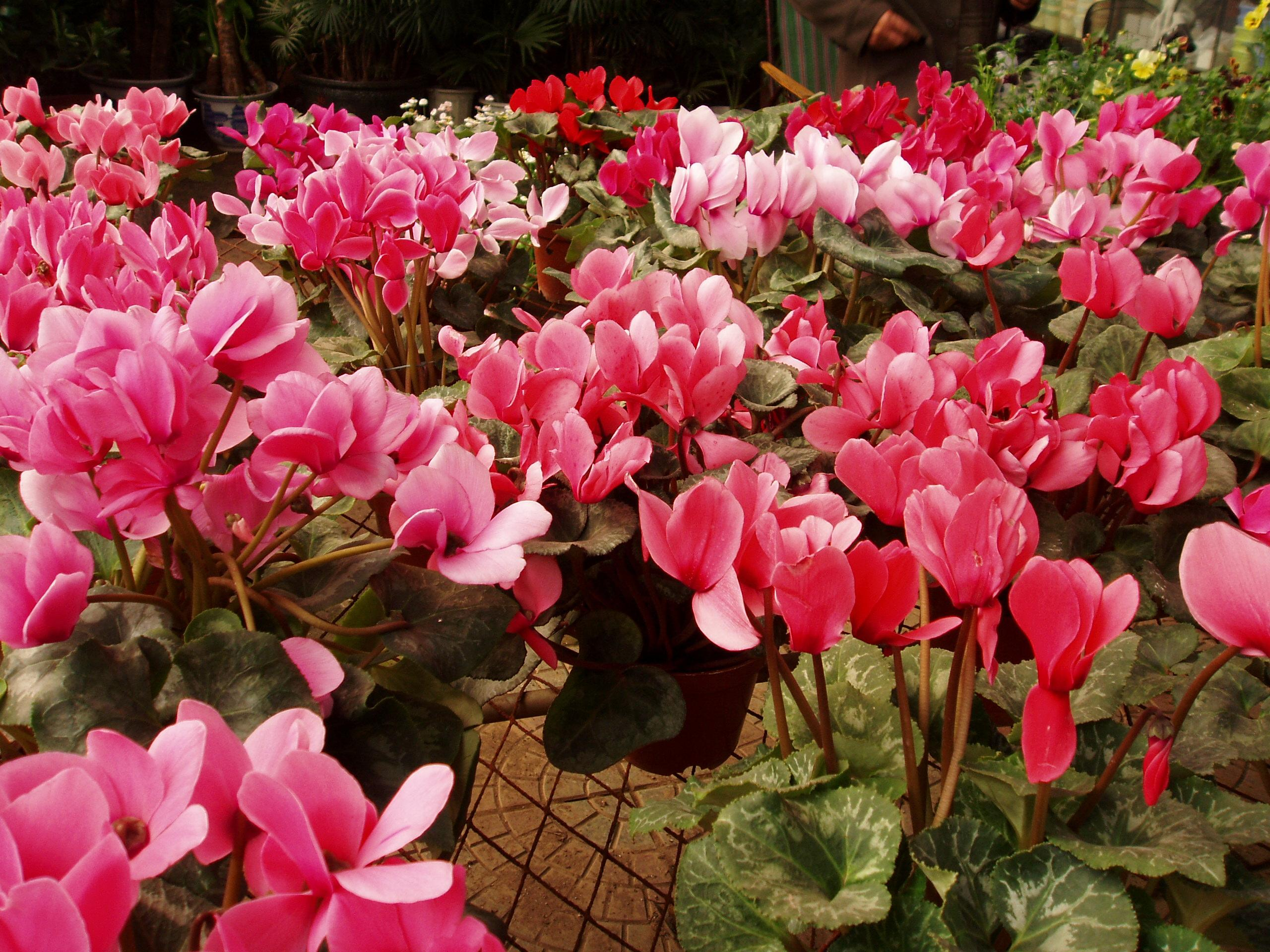
盆栽仙客来

虽然仙客来属大多数物种都较耐寒，但仙客来既不耐寒也不耐高温，且易受霜害。栽培适宜温度为12—20℃，在富含腐殖质和石灰质、湿润但不过分湿润的土壤及阳光充足的环境下能生长良好。夏季需喜阴凉环境，温度不宜超过30℃。花期长，可自10月—翌年5月上旬陆续开花。在其原产地的部分地区，夏季温度可达40—45℃，且气候干燥，这时仙客来的地上部分就会枯萎，而地下的球茎不会死亡，等到天气转凉后，就会开始生长。播种时所用的种子要新鲜，最佳萌发温度为18℃，萌发需要20—30天，移植需在18—21℃的环境下进行。如果养护得当，仙客来可成活20—30年。

### 栽培品种

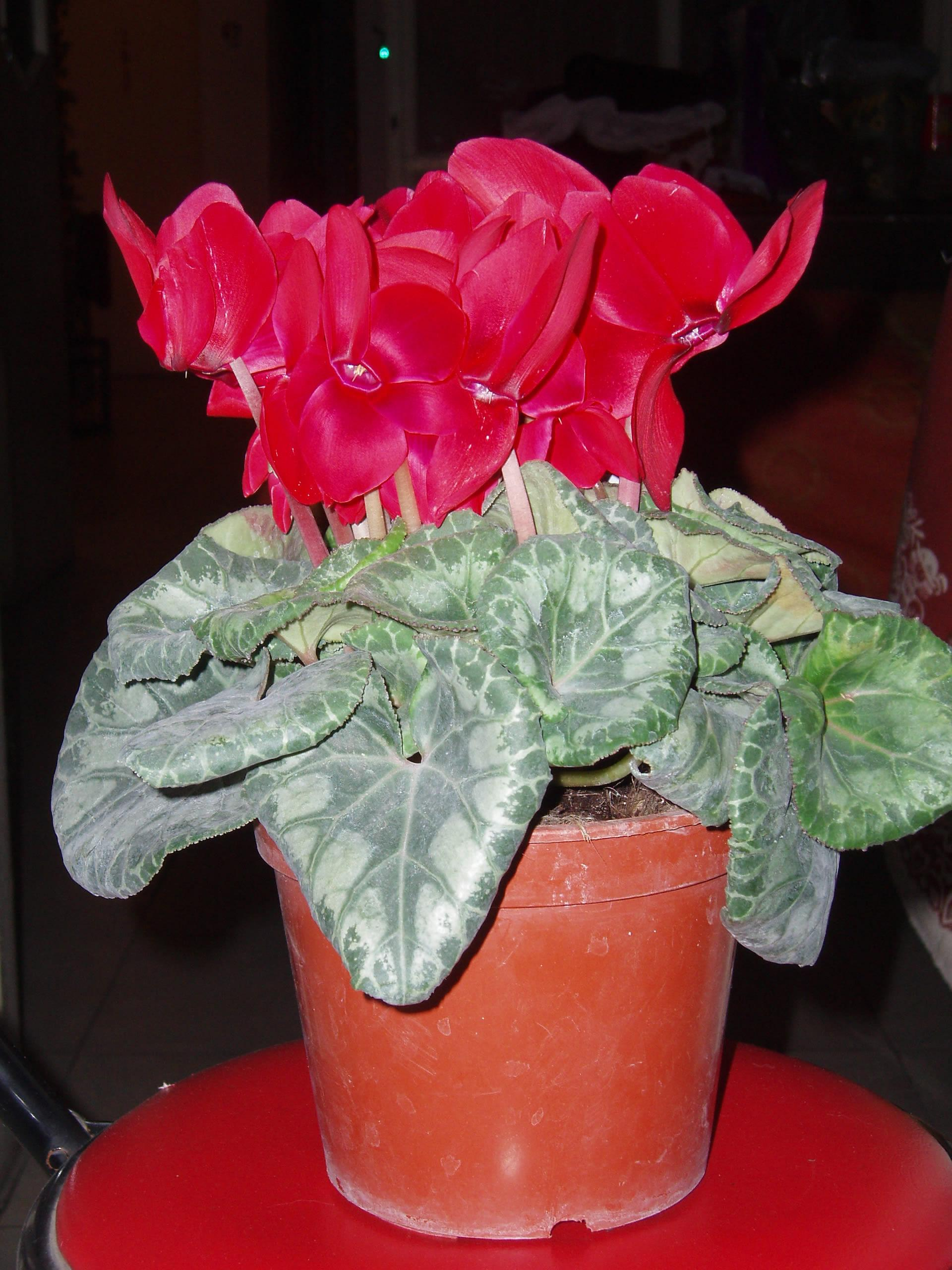
仙客來栽培品种

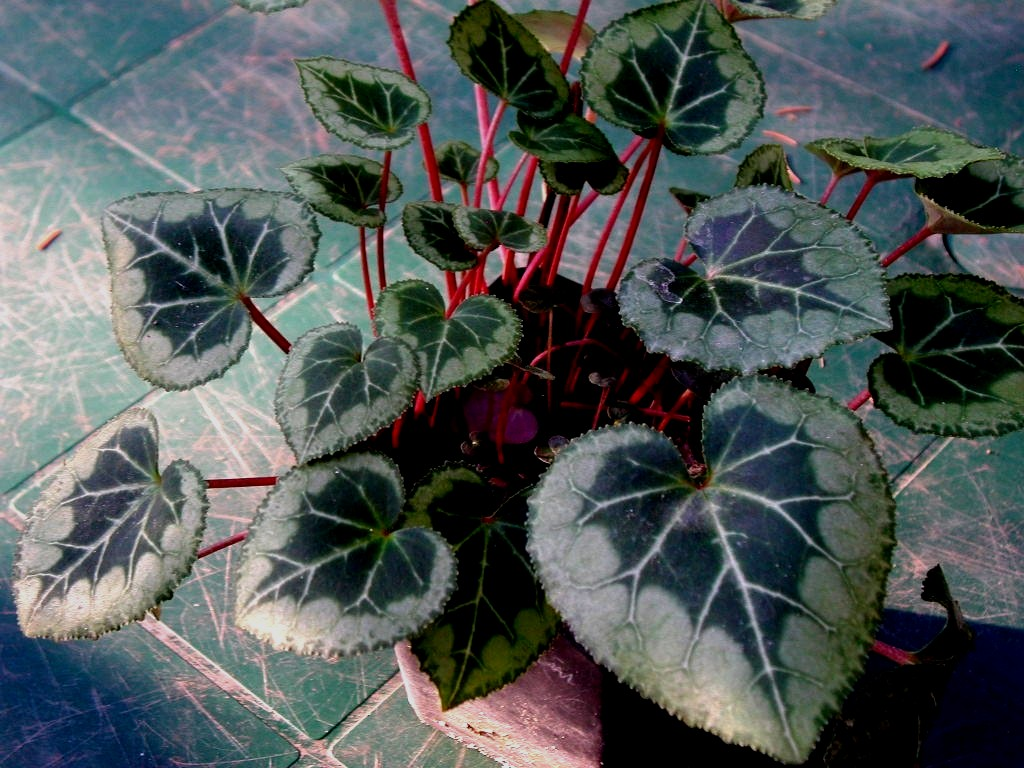
Cyclamen persicum
'Silver leaf'

以下为主要的栽培品种：
- 'Butterfly'
- 'Halios'
- 'Laser'
- 'Latinia'
- 'Sierra'
- 'Zehlendorf'

## 延伸阅读
- 康黎芳; 王云山. . 北京: 中国农业出版社. 2002年5月1日. ISBN 9787109073937.